# Tardos (keresztnév)
A Tardos régi magyar személynév, valószínűleg török eredetű, a jelentése megállt, megmaradt.

## Rokon nevek
- Torda:[1] régi magyar személynév, valószínűleg török eredetű, a jelentése ennek is megállt, megmaradt.[3]
- Tordas:[1] régi magyar személynév, valószínűleg a Torda név -s kicsinyítőképzős változata.[3]

## Gyakorisága
Az 1990-es években a Tardos, Torda és Tordas egyaránt szórványos név, a 2000-es években nem szerepelnek a 100 leggyakoribb férfinév között.

## Névnapok
Tardos
- szeptember 10.[2]

Torda, Tordas
- június 27.[2]

## Híres Tardosok, Tordák, Tordasok
- Torda, Koppány vezér táltosa (az István, a király rockopera szerint).
- Arany János Csaba-trilógiájában is sokszor jelenik meg a Torda név.